# José de la Guerra y Noriega
José Antonio de la Guerra y Noriega (6 de marzo de 1779 – 18 de febrero de 1858) fue soldado y uno de los más destacados colonos de Las Californias.

## Biografía
José de la Guerra nació en 1779 en Novales, Cantabria, España. De pequeño quería ser fraile. Cuando tenía 13 años, en 1792, De La Guerra viajó de Cádiz a México D.F. en el Virreinato de Nueva España, para instalarse allí con su tío materno Pedro Gonzales de Noriega, a la sazón, un próspero mercader.
Con 14 años, en 1793, De La Guerra comenzó a trabajar a las órdenes del teniente coronel Manuel Cárcaba, habilitado general de las tropas responsables de los presidios de California. Fue ascendido a cadete en 1798 en el Presidio de San Diego en Alta California. Más tarde, en 1800 fue promovido a alférez estando en el Presidio de Monterey, del que llegó a ser su habilitado en 1804. En 1806 lo hicieron Teniente del Presidio de Santa Bárbara. Fue, durante un breve periodo de tiempo, entre 1806 y 1807, Comandante del Presidio de San Diego, pero regreso a Santa Bárbara. En 1810 fue nombrado habilitado general en la capital, y salió de California en La Princessa; pero a su llegada a San Blas, al apostadero estaba en manos de insurgentes y lo tomaron como prisionero. Fue librado, pero regreso  en 1811 a Santa Bárbara, California, donde permaneció por toda su vida. Como sindico de las misiones de California, De la Guerra comenzó en 1811 a vender los sebos de California a Juan Jose Zestafe en San Blas. Ascendió a ser Comandante del Presidio de Santa Bárbara en 1815, además de su habilitado.
De La Guerra fue también Diputado del Congreso Nacional Mexicano en 1827. De La Guerra sirvió como Comandante del ejército hasta 1842, cuando se retiró tras 52 años de servicio. De La Guerra popularmente conocido en California como El Capitán.
Entre concesiones de tierras y compras que el mismo realizó, De La Guerra llegó a ser propietario de más de medio millón de (2000 km²) en lo que actualmente son los condados de Santa Bárbara, Ventura, Marin, y Sacramento, en California. Esto incluía el Rancho Simi, Rancho Las Posas, Rancho San Julián, Rancho Los Álamos y el Rancho El Conejo.
De La Guerra contrajo matrimonio el 16 de mayo de 1804 con María Antonia Carrillo (8 de enero de 1768 - 26 de diciembre de 1843); su mujer era la hija de José Raimundo Carrillo, el comandante del Presidio de Santa Bárbara. Tuvieron siete hijos (José Antonio, Juan, Francisco, Pablo, Joaquin, Miguel, y Antonio María) y cuatro hijas (Teresa, Augustias, Anita, and María Antonia). Los descendientes de sus 13 hijos son el origen de una gran saga familiar que actualmente se extiende por todos los Estados Unidos de América.
De La Guerra murió 1858 y se encuentra enterrado en la cripta de la iglesia de la Misión de Santa Bárbara junto a su esposa. Su casa, llamada "Casa de la Guerra", aún continua en pie y está catalogada como Hito Histórico Nacionall en Santa Bárbara.

## Historia del nombre De La Guerra
A finales del siglo XVI durante las guerras de Reconquista españolas contra los árabes, el último reducto de estos en la Península era Granada. Las fuerzas españolas contra la ocupación de la ciudad eran lideradas por el Comandante "De La Vega". Don Juan De La Vega lideró la batalla que condujo a la completa aniquilación de las tropas moras y a la reunificación completa de España. 

## Lecturas recomendadas
- Fr. Joseph A. Thompson. El Gran Capitan, José De la Guerra, (Franciscan Fathers of California, Cabrera & Sons, Los Angeles, 1961)
- De La Guerra Family Papers, Santa Bárbara Mission Librery. (Más de 75.000 páginas de documentación fruto de su correspondencia personal)
- Narriative of daughter Teresa de La Guerra de Hartnell, 1875
- José Antonio de la Guerra: de Novales a Santa Bárbara. Archivado el 22 de noviembre de 2010 en Wayback Machine.
- Men of the Pacific by Alfred Robinson.

«Traducido de http://en.wikipedia.org/wiki/Jos%C3%A9_de_la_Guerra_y_Noriega, bajo licencia GFDL y CC-CI 3.0»
- Datos: Q9014941